# كفر نايا
كفر نايا قرية في منطقة اعزاز في محافظة حلب في سوريا. تقع على بعد حوالي 25 كم شمال مدينة حلب.